# Festival du film de Changchun
Le Festival du Film de Changchun se tient tous les deux ans à Changchun (Chine).
Il a été créé en 1992 sous l'autorité du Ministère chinois de la Radio, du Cinéma, et de la Télévision.
Il est coorganisé par son Ministère de tutelle, et le gouvernement provincial du Jilin.